# Boston-Marathon 1953
| 57. Boston-Marathon    | 57. Boston-Marathon        |
| ---------------------- | -------------------------- |
| Stadt                  | Boston, Vereinigte Staaten |
| Datum                  | 20. April 1953             |
| Distanz                | 41,1 – 42,2 Kilometer      |
| Sieger                 |                            |
| Männer                 | Keizo Yamada (2:18:51 h)   |
| ← Boston-Marathon 1952 | Boston-Marathon 1954 →     |
| Website                | Offizielle Website         |

Der Boston-Marathon 1953 war die 57. Ausgabe der jährlich stattfindenden Laufveranstaltung in Boston, Vereinigte Staaten. Der Marathon fand am 20. April 1953 statt. Die Laufdistanz betrug zwischen 41,1 und 42,2 Kilometer.
Es gewann Keizo Yamada in 2:18:51 h.

## Ergebnis
| Platz | Athlet                | Land               | Zeit (h) |
| ----- | --------------------- | ------------------ | -------- |
| 01    | Keizo Yamada          | Japan              | 2:18:51  |
| 02    | Veikko Karvonen       | Finnland           | 2:19:19  |
| 03    | Gösta Leandersson     | Schweden           | 2:19:36  |
| 04    | Katsuo Nishida        | Japan              | 2:21:35  |
| 05    | John J. Kelley        | Vereinigte Staaten | 2:28:19  |
| 06    | Hideo Hamamura        | Japan              | 2:32:30  |
| 07    | Johnny Kelley         | Vereinigte Staaten | 2:32:46  |
| 08    | Kurao Hiroshima       | Japan              | 2:33:33  |
| 09    | John Patrick Lafferty | Vereinigte Staaten | 2:38:04  |
| 10    | Norman Tamanaha       | Vereinigte Staaten | 2:38:36  |